# Introducció i polonesa brillant (Chopin)

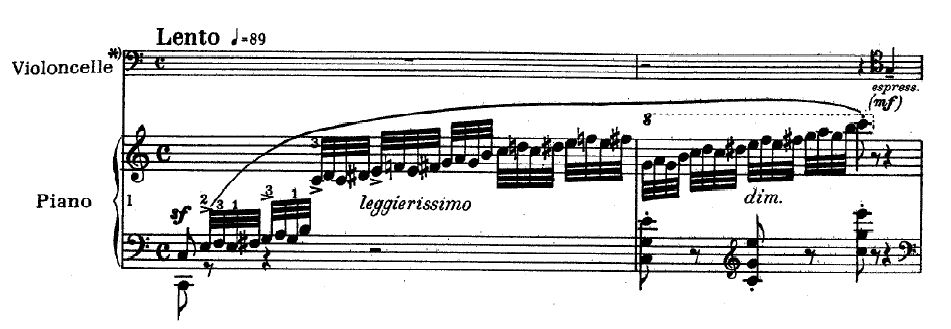
Inici de la Introducció i Polonesa brillant

La Introducció i Polonesa brillant, en do major, op. 3, és una composició per a violoncel i piano de Frédéric Chopin. És una de les primeres composicions que es van publicar de Chopin.
La Polonesa va ser composta entre el 20 i el 28 d'octubre de 1829, durant una visita a la finca d'Antoni Radziwiłł a Antonin. En una carta d'un amic de Chopin, Tytus Woyciechowski, Chopin va indicar que el volia perquè fes pràctica la Princesa Wanda, la filla del príncep Antoni. La introducció va ser escrita l'abril de 1830. La peça fou publicada el 1831 i dedicada al violoncel·lista austríac Joseph Merk. En una carta, Chopin va escriure "Dijous hi va haver una vetllada a Fuchs, quan Limmer va presentar algunes de les seves pròpies composicions per a quatre violoncels. Merk, com sempre, els feia més bonics del que realment eren gràcies a la seva forma de tocar, tan plena d'ànima. Ell és l'únic violoncel·lista que jo realment respecto".
Jean Françaix va orquestrar l'obra el 1951 en col·laboració amb Maurice Gendron. La partitura ha estat publicada per Schott Music.